# 형사책임 연령
| |
| 형법 刑法 |
| 형법학 · 범죄 · 형벌 죄형법정주의 |
| 범죄론 |
| 구성요건 · 실행행위 · 부작위범 간접정범 · 미수범 · 기수범 · 중지범 불능범 · 상당인과관계 고의 · 고의범 · 착오 과실 · 과실범 공범 · 정범 · 공동정범 공모공동정범 · 교사범 · 방조범 |
| 항변 |
| 위법성조각사유 · 위법성 · 책임 · 책임주의 책임능력 · 심신상실 · 심신미약 · 정당행위 · 정당방위 · 긴급피난 · 오상방위 · 과잉방위 · 강요된 행위                                     |
| 죄수 |
| 상상적 경합 · 연속범 · 병합죄 |
| 형벌론 |
| 사형 · 징역 · 금고 벌금 · 구류 · 과료 · 몰수 법정형 · 처단형 · 선고형 자수 · 작량감경 · 집행유예                                                                                  |
| 대인범죄 |
| 보통살인죄 · 존속살해죄 · 자살교사·방조죄 |
| 촉탁승낙살인죄 · 영아살해죄 · 낙태죄 |
| 상관살해죄 |
| 폭행죄 · 상해치사죄 · 절도죄 |
| 성범죄 · 성매매알선 · 강간죄 |
| 유괴 · 과실치사상죄 · |
| 대물범죄 |
| 손괴죄 · 방화죄 |
| 절도죄 · 강도죄 · 사기죄 |
| 사법절차 방해죄 |
| 공무집행방해죄 · 뇌물죄 |
| 위증죄 · 배임죄 |
| 미완의 범죄 |
| 시도 · 모의 · 공모 |
| 형법적 항변 |
| 자동증, 음주 & 착오 |
| 정신 이상 · 한정책임능력 |
| 강박 · 필요 |
| 도발 · 정당방위 |
| 다른 7법 영역 |
| 헌법 · 민법 · 형법 |
| 민사소송법 · 형사소송법 · 행정법 |
| 포털: 법 · 법철학 · 형사정책 |
| v • d • e • h |

형사책임 연령(刑事責任年齡)은 죄를 범한 것에 대한 형사상의 책임을 지도록 형법에서 정한 나이를 말한다. 이 연령에 이르지 않은 아동은 개인의 정신적·도덕적 발육 상태에 관계 없이 절대적 책임무능력자로서 형사책임을 지지 않으므로 처벌할 수 없다.

## 각국의 법제
각 나라별 처벌 가능한 나이
| 연령         | 국가 |
| ------------ | --- |
| 만 18세 이상 | 우루과이, 콜롬비아, 에콰도르 |
| 만 16세 이상 | 포르투갈, 마카오, 아르헨티나, 칠레, 쿠바, 동티모르                                                                               |
| 만 15세 이상 | 노르웨이, 핀란드, 스웨덴, 덴마크, 체코, 필리핀, 라오스                                                                           |
| 만 14세 이상 | 대한민국, 조선민주주의인민공화국, 일본, 중화인민공화국, 중화민국, 베트남, 독일, 오스트리아, 스페인, 이탈리아, 러시아, 우크라이나 |
| 만 13세 이상 | 프랑스, 알제리 |
| 만 12세 이상 | 캐나다, 네덜란드, 벨기에, 아일랜드, 헝가리, 튀르키예, 이스라엘, 이집트, 멕시코, 브라질, 스코틀랜드, 아프가니스탄, 스리랑카       |
| 만 10세 이상 | 영국, 홍콩, 말레이시아, 오스트레일리아, 뉴질랜드, 네팔, 스위스, 남아프리카 공화국, 부탄, 시리아                                  |
| 만 9세 이상  | 방글라데시, 에티오피아, 오만 |
| 만 8세 이상  | 인도네시아, 케냐 |
| 만 7세 이상  | 인도, 파키스탄, 미얀마, 싱가포르, 나이지리아, 미국의 관습법(커먼로), 요르단, 쿠웨이트, 레바논, 카타르, 태국, 예멘                |

- 유엔 아동 권리 위원회는 만 12세 미만의 아동을 형사처벌하지 말 것을 권고하고 있다.[2]
- 미국의 상당수 주에는 책임연령에 관한 성문법적 규정이 없고, 책임연령 규정이 있는 주들은 제각각 책임연령을 규정하고 있다.(예. 노스캐롤라이나: 만 6세 이상, 콜로라도·캔자스·펜실베이니아: 만 10세 이상)[2]
- 영국에서는 만 15세 미만은 소년교도소에 수용할 수 없고, 만 12세 미만에 대해서는 구금·훈련 명령을 할 수 없다.[2]
- 호주에서는 만 14세 미만의 행위에 대해서는 단순한 고의를 넘는 악의(malice)가 있었음을 증명해야만 책임능력을 인정한다.[2]
- 일본에서는 1949년 제정된 소년법에서 형사처벌 연령을 만 16세 이상으로 규정하였으나, 1997년 고베 아동 연쇄 살인 사건을 계기로 2001년부터 만 14세 이상으로 낮췄다.

## 유엔 아동권리협약
제40조
3. 당사국은 형사피의자, 형사피고인 또는 유죄로 인정받은 아동에게 특별히 적용될 수 있는 법률, 절차, 기관 및 기구의 설립을 촉진하도록 노력하며, 특히 다음 사항에 노력하여야 한다.
가. 형법위반능력이 없다고 추정되는 최저 연령의 설정— 아동의 권리에 관한 협약

## 조문 비교
제9조(형사미성년자) 14세 되지 아니한 자의 행위는 벌하지 아니한다.— 대한민국 형법

제11조(형사책임나이) 범죄를 저지를 당시 14살 이상 되는 자에 대하여서만 형사책임을 지운다.— 조선민주주의인민공화국 형법

§ 19 Schuldunfähigkeit des Kindes
Schuldunfähig ist, wer bei Begehung der Tat noch nicht vierzehn Jahre alt ist.
제19조(아동의 책임무능력) 범행 당시 14세 미만인 자는 책임능력이 없다.— 독일 형법

(責任年齢)
第四十一条 十四歳に満たない者の行為は、罰しない。
제41조(책임연령) 14세 미만인 자의 행위는 벌하지 아니한다.— 일본 형법

第18條 未滿十四歲人之行為, 不罰。
제18조 14세 미만인 자의 행위는 벌하지 아니한다.— 중화민국 형법

第十七条　已满十六周岁的人犯罪，应当负刑事责任。
제17조 만 16세 이상의 자가 죄를 범하면 형사책임을 져야 한다.

已满十四周岁不满十六周岁的人，犯故意杀人、故意伤害致人重伤或者死亡、强奸、抢劫、贩卖毒品、放火、爆炸、投毒罪的，应当负刑事责任。
만 14세 이상 16세 미만의 자가 고의살인, 고의상해를 범하여 사람을 중상 또는 사망에 이르게 한 경우, 강간, 강도, 마약판매, 방화, 폭발, 독극물투입의 죄를 범한 경우에는 형사책임을 져야 한다.— 중화인민공화국 형법

## 같이 보기
- 대한민국 형법 제9조
- 촉법소년
- 비행소년